# 増山士郎
増山 士郎（ますやま しろう、1971年 - ）は東京生まれ、神奈川県川崎市出身の現代美術家。明治大学で建築を専攻したバックグラウンドをもとに、社会や人々とかかわる様々なプロジェクトを実施する。昨今、リレーショナル・アートやソーシャリー・エンゲイジド・アートと通称されるジャンルの活動をキャリアの初期から行なっている。2004年から6年間ドイツのベルリンを拠点とし、2010年からは紛争地帯として知られる英国は北アイルランド唯一の在住日本人芸術家として活動している。
ニューヨークのISCP(International Studio & Curatorial Program)、ベルリンのキュンストラーハウス・ベタニエン、ダブリンのアイルランド近代美術館、バルセロナのHangar、韓国国立現代美術館が主催するMMCA、北アイルランドのMillennium Court Arts Centreといった世界各地の多くのアーティスト・イン・レジデンスを渡り歩きながらノマドで活動している。2013年からは北アイルランドはベルファストのFlax Art Studiosのボードディレクターに就任し、多くの日本人アーティストを北アイルランドに受け入れている。
主な国内での個展に京都場、ギャラリーαM、市原市水と彫刻の丘(現・市原湖畔美術館)、現代美術製作所、主な国内でのグループ展に、黄金町バザール2021、札幌国際芸術祭2020(コロナウィルス感染拡大により中止)、あいちトリエンナーレ2013、第一回所沢ビエンナーレ2009。主な助成にポーラ美術振興財団、文化庁、ポロック・クラズナー財団、国際交流基金アジアセンター。海外での主要な展覧会に「BIENALSUR 2021」MACRO現代美術館、アルゼンチン、ロザリオほか